# 흑기군

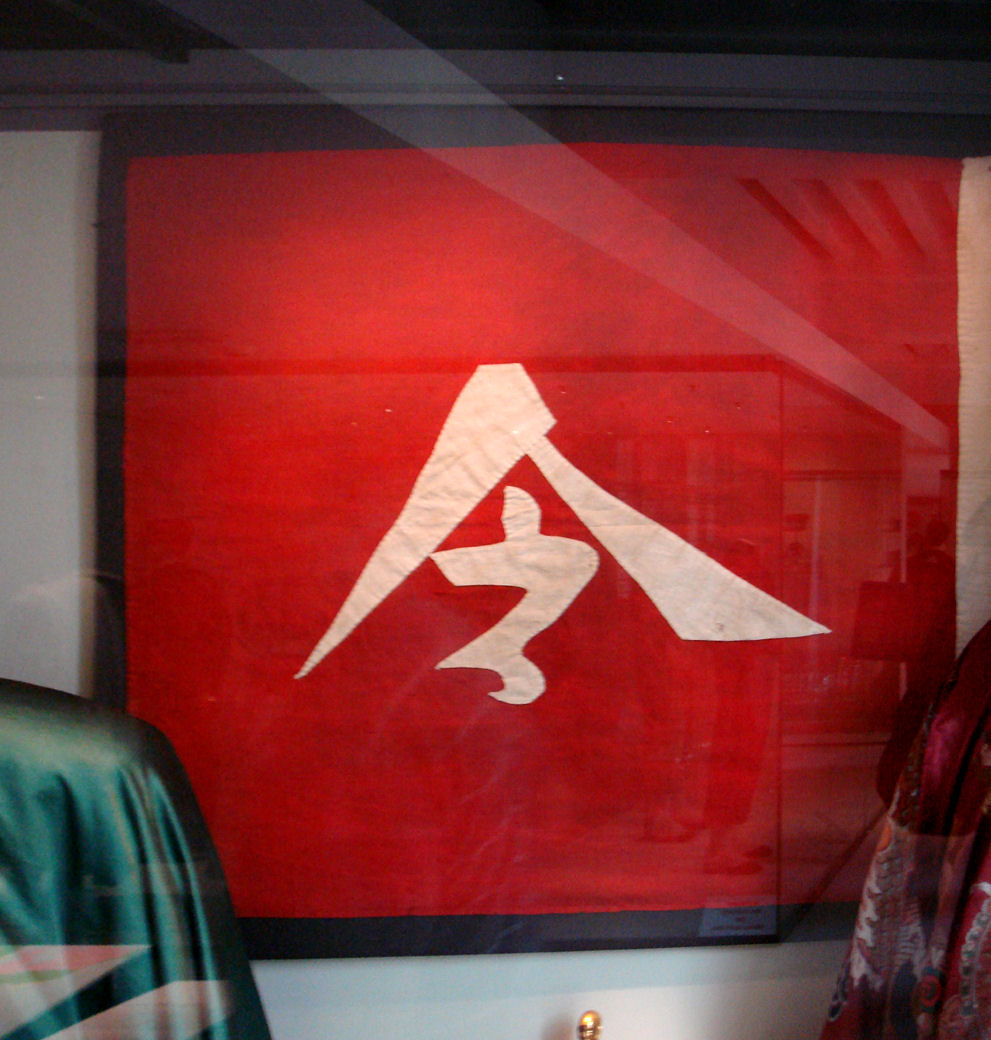
흑기군 깃발. 1885년 프랑스군의 전리품

흑기군(黑旗軍)은 19세기 말 청나라의 무장세력이다. 흑기군이라는 이름은 태평천국(1851년~1864년) 시기에 양광지역에서 활약하던 류융푸(1837년~1917년)이 이끄는 천지회 계통 잔당 중 일부가 칠성흑기(七星黑旗)를 세우고 활동하여 얻은 이름이다. 전기의 주요군사행동은 청의 통치에 저항하는 것이었다.
1867년, 청나라 관군의 공격을 피하여 베트남 북부의 보승(현재 베트남 라오까이) 일대로 이동하여 머물고 있었다. 여기에 태평천국의 잔여부대와 천지회 인물들이 모여들어 그 세력이 상당히 컸다. 유영복의 흑기군은 그동안 베트남 북부의 반란을 평정하고 또한 잃어버렸던 지역을 수복하여 베트남은 유영복을 '흥화보승방어사'에 임명하였다.
베트남의 응우옌 왕조에 협력하여 통킹만 주변의 비적을 소탕하고, 베트남 지역으로 침략한 프랑스군과 싸워 많은 승리를 거뒀으며(청불전쟁), 이를 영남관대첩(嶺南關大捷)이라고 칭한다. 유영복은 일찍이 베트남 왕에게서 삼선부제독(三宣副提督)의 직위를 받았다. 그는 노장 풍자재(馮子材)의 부대와 합류하여 사실상 전쟁의 형세를 뒤엎어 패배한 쥘 페리 내각을 도태시켰다. 
1885년, 유영복은 장지동(1837년∼1909년)의 권유로 중국으로 돌아갔으며, 청나라 조정의 명령으로 흑기군은 해산된다. 
청일전쟁 중에 흑기군은 청나라의 명령을 받들어 새로이 편성되었으며, 유영복이 이들을 이끌고 대만으로 진주했다. 후에 일본이 대만을 침입하였을 때 패퇴하여 대부분 전사하였다.